# Огнищево
Огнищево — село Шебекинского района Белгородской области России, входит в состав Белянского сельского поселения.

## История
Основано в 1661 году в 20 км от тогдашнего города крепости Нежегольска. Царь Алексей Михайлович пожаловал эти земли атаману Мартыну Огнищеву. После его смерти его правнук продал землю бригадирше Фёдоре Афанасьевне Неклюдовой. Но потомки Огнищева распродали эти земли нежегольским боярам и помещикам, которые были отправлены на работу в город Нежегольск из Москвы и других больших городов.
Последние помещичье угодья принадлежали помещикам Жидковым у которых был большой дубовый дом, коровник, свинарник, конюшня, пахотные поля, яблочный сад, который местные жители до сих пор называют «Жидков сад». После Революции 1917 года Жидковы были раскулачены. В 1930-х в селе появился колхоз «Труд» в которое входило село Старовщина. В начале 1970-х колхоз «Труд» объединился в с Белянским колхозом «Ленинский путь».
В 1964 году в этом селе проходили съёмки фильма кинорежиссёра Анатолия Буковского «Сумка, полная сердец» по одноимённой повести Владимира Фёдорова.
В 1970-е годы деревня была признана «неперспективной» — на тот момент в селе оставалось полтора десятка дворов.
Сейчас де-факто часть села Нижнее-Берёзово.

## Население
| 2002 | 2010 |
| ---- | ---- |
| 32   | ↘27  |